# Ostrov (okres Benešov)
Obec Ostrov se nachází v okrese Benešov, kraj Středočeský. Žije zde 71 obyvatel.

## Historie
První písemná zmínka o obci pochází z roku 1411.

### Územněsprávní začlenění
Dějiny územněsprávního začleňování zahrnují období od roku 1850 do současnosti. V chronologickém přehledu je uvedena územně administrativní příslušnost obce v roce, kdy ke změně došlo:
- 1850 země česká, kraj České Budějovice, politický okres Benešov, soudní okres Vlašim[5]
- 1855 země česká, kraj Tábor, soudní okres Vlašim
- 1868 země česká, politický okres Benešov, soudní okres Vlašim
- 1937 země česká, politický i soudní okres Vlašim[6]
- 1939 země česká, Oberlandrat Německý Brod, politický i soudní okres Vlašim[7]
- 1942 země česká, Oberlandrat Praha, politický okres Benešov, soudní okres Vlašim[8]
- 1945 země česká, správní i soudní okres Vlašim[9]
- 1949 Pražský kraj, okres Vlašim[10]
- 1960 Středočeský kraj, okres Benešov
- 2003 Středočeský kraj, okres Benešov, obec s rozšířenou působností Vlašim

### Rok 1932
V obci Ostrov (313 obyvatel) byly v roce 1932 evidovány tyto živnosti a obchody: družstvo pro rozvod elektrické energie v Ostrově, 2 hostince, mlýn, trafika.

## Doprava
Dopravní síť
- Pozemní komunikace – Do obce vede silnice III. třídy.

- Železnice – Železniční trať ani stanice na území obce nejsou.

Veřejná doprava 2012
- Autobusová doprava – Do obce vedly autobusové linky Vlašim-Votice (v pracovní dny 4 spoje) a Vlašim-Postupice-Popovice (v pracovní dny 2 spoje) (dopravce ČSAD Benešov, a. s.). O víkendu byla obec bez dopravní obsluhy.

## Turistika
Obcí vede cyklotrasa č. 8163 Louňovice pod Blaníkem – Veliš – Ostrov – Kondrac.

## Galerie

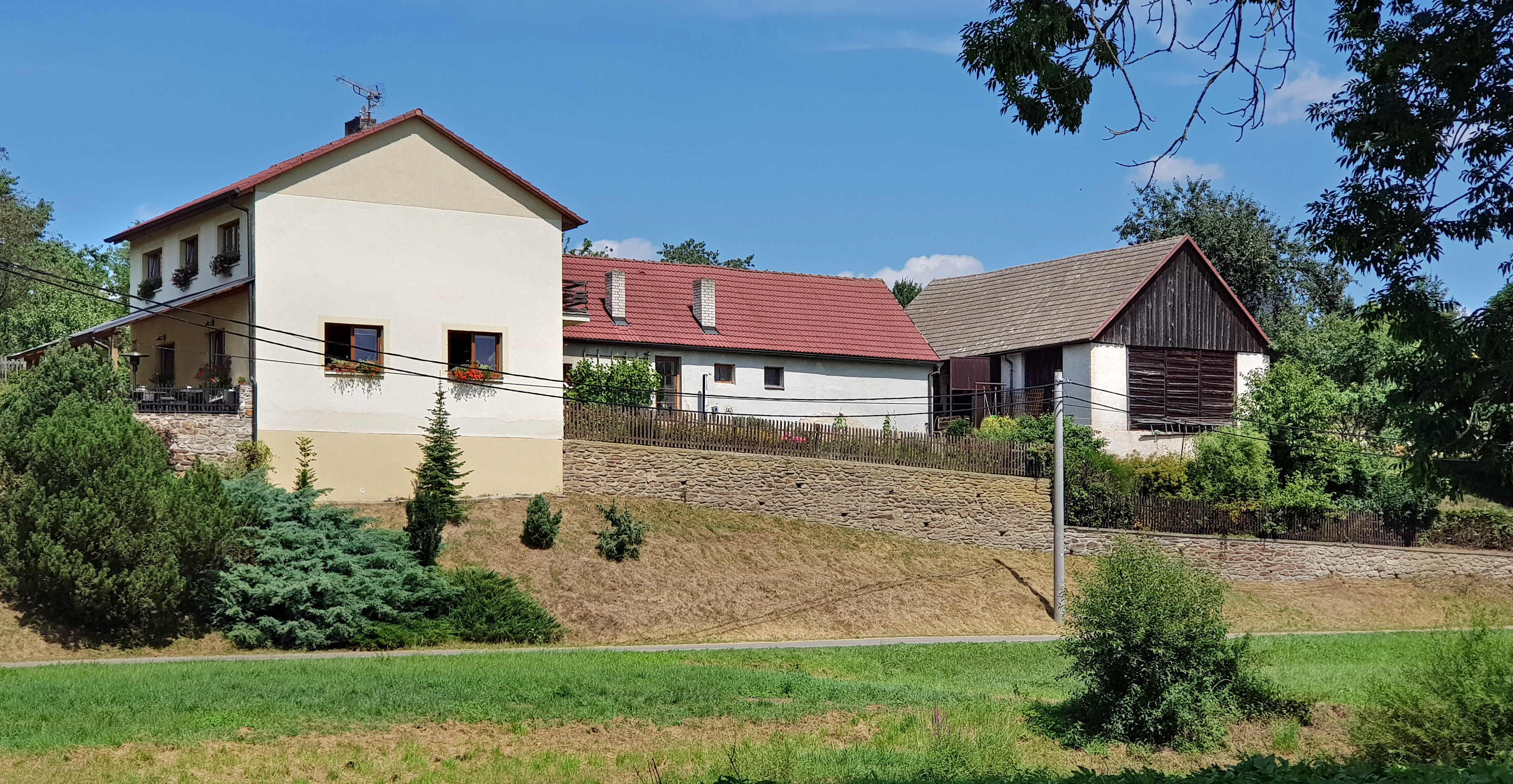
Dům čp. 21 nad Blanicí
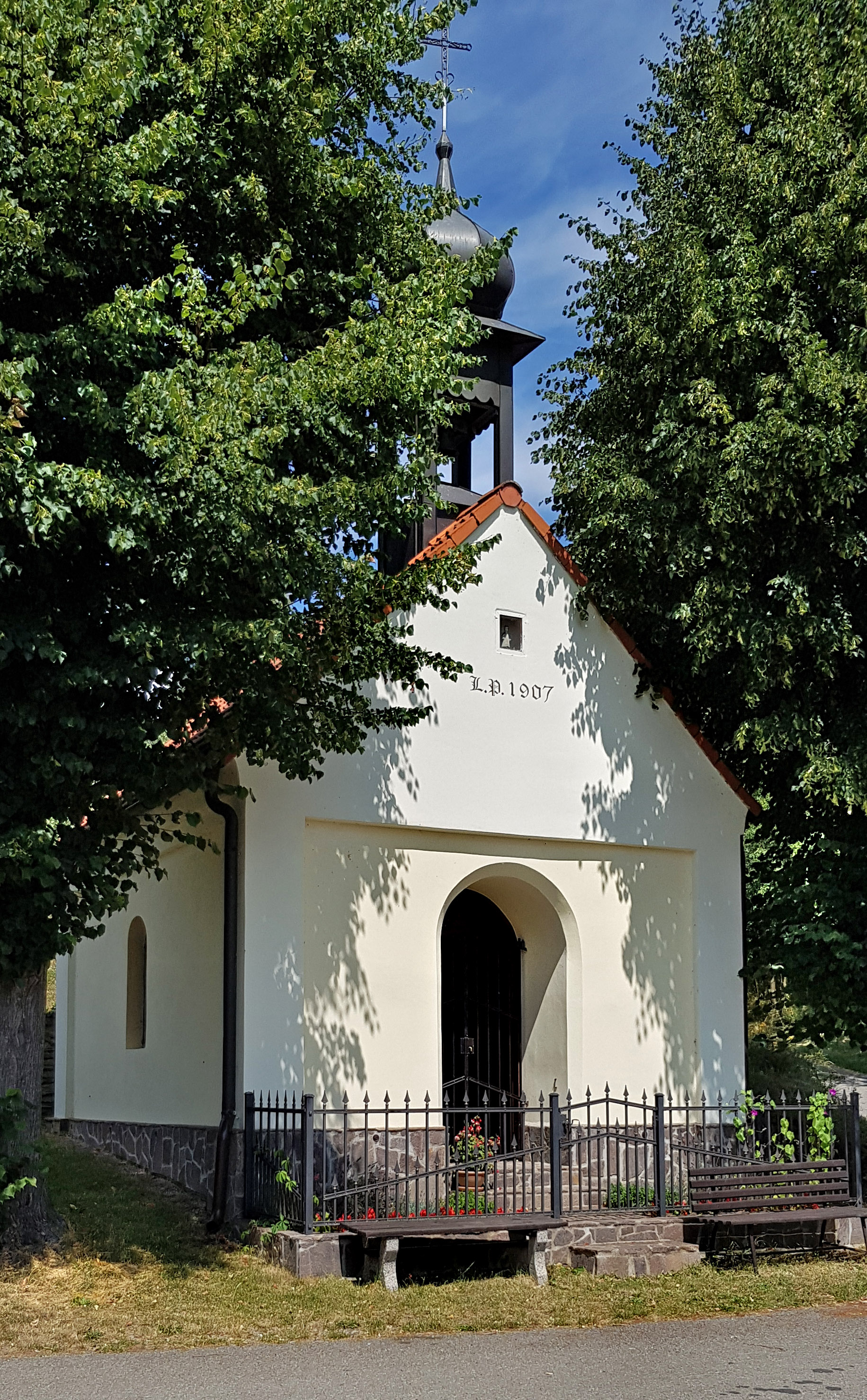
Kaple
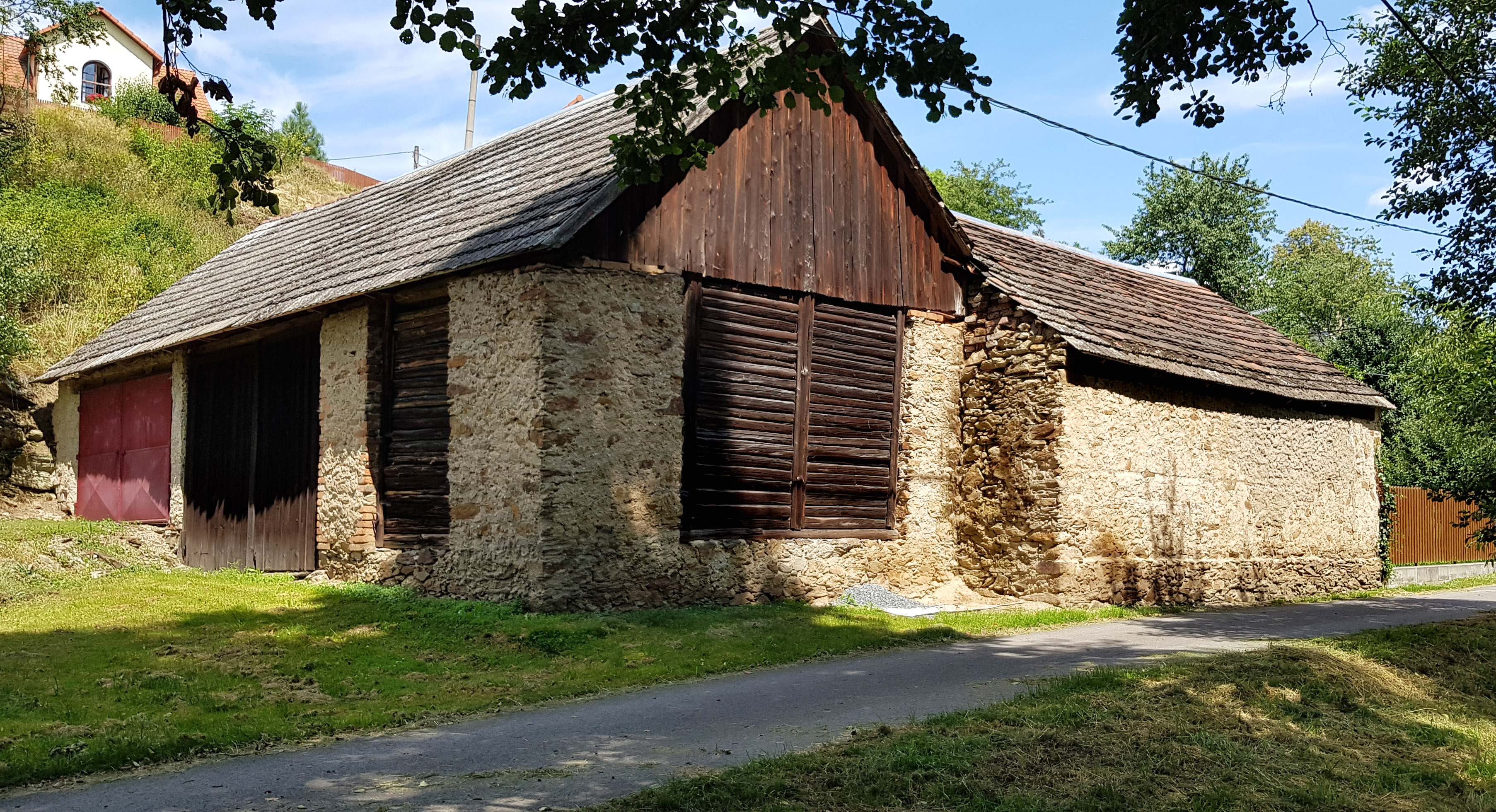
Stodola u Blanice
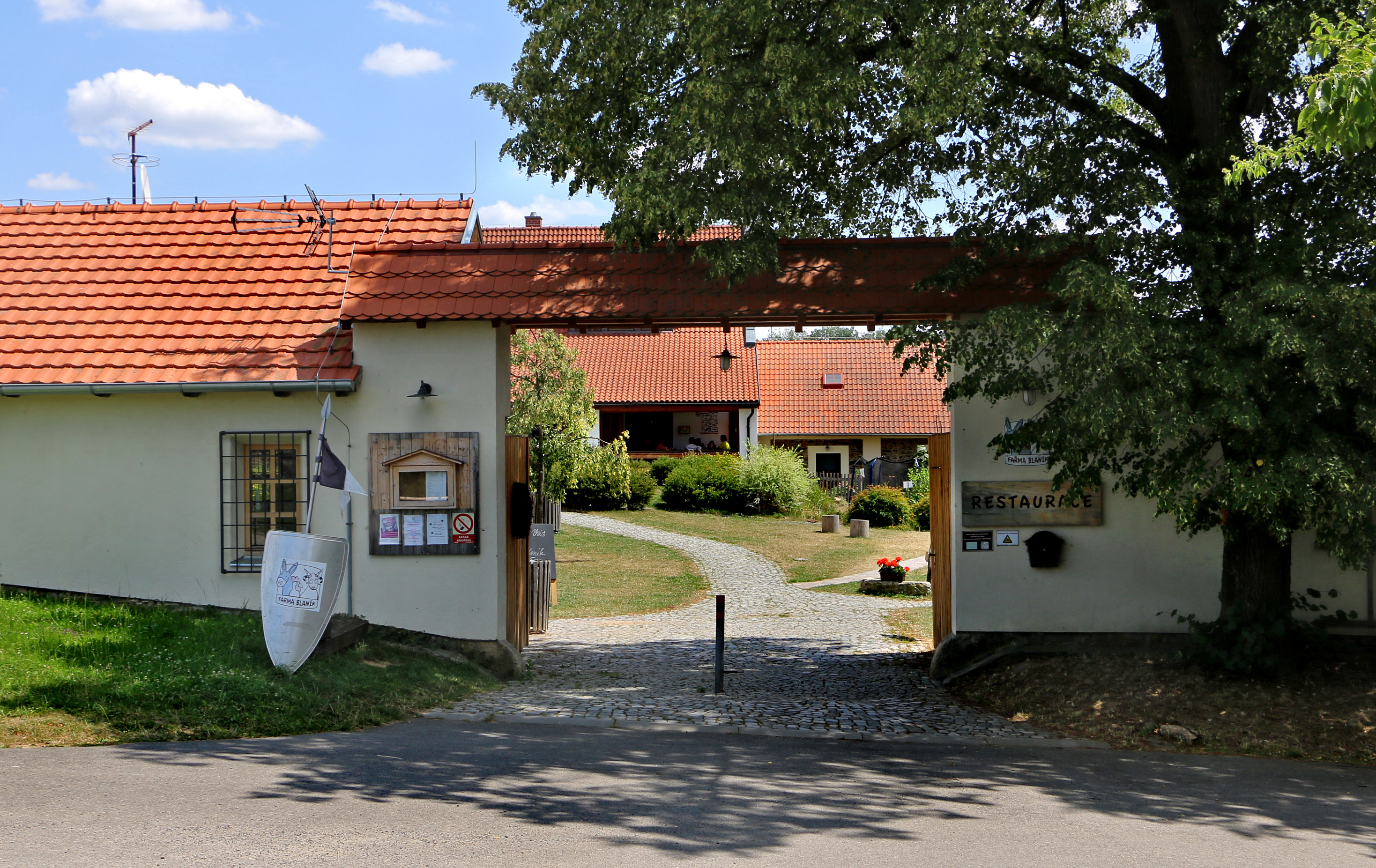
Farma Blanik